# Кубинский дог
Кубинский дог (исп. Dogo cubano), или Кубинский мастиф (исп. Mastín cubano) — вымершая порода собак, относящаяся к группе молоссов.

## История породы
Порода выведена на основе собак, ввозимых на Кубу во времена Филиппа II, короля Испании. Это продукт скрещивания между староанглийским бульдогом и староиспанским мастифом, известным как Перро де Преса. Подобное скрещивание стало возможным в 1554—1558 годах, когда Филипп II был женат на Марии I, королеве Англии. Впервые порода была зафиксирована в монастыре в Сантьяго-де-Куба.
Позднее кубинских догов скрестили также с охотничьими собаками, чтобы улучшить в них качества ищейки. Порода использовалась для поиска и преследования беглых рабов. Во время войны Второй Марунской войны на Ямайке (1795—1796), британская колониальная администрация импортировала несколько собак с Кубы, для поиска с целью уничтожения бандитских формирований чернокожих, скрывавшихся в горах. Также поступила французская колониальная администрация во время экспедиции Санто-Доминго (1801—1803). Во время войны с племенем семинолов (1835—1842) правительство США тоже импортировало с Кубы несколько собак для поиска индейцев, прятавшихся в болотах штата Флорида.
После отмены рабства кубинский дог перестал интересовать заводчиков, и к началу XX века порода уже считалась вымершей. По утверждению некоторых специалистов, на Кубе ещё осталось несколько чистокровных представителей этой породы, однако никто не занимается их профессиональным разведением. Но те собаки, которые демонстрируются под названием кубинских догов, далеки от оригинала.

## Внешний вид
Кубинский дог имел средний размер мастифом и бульдога, с высотой в холке около 60 см. Морда была короткая, широкая и резко усеченная. Голова была широкая и плоская, с сильно повисшими губами. Уши были среднего размера, частично повисшие. Хвост был довольно короткий, цилиндрический, изогнутый вверх и вперед в непосредственной близости от кончика. Окрас современники называли «рыжим волчьим» с черной маской на морде, с чёрными губами и лапами.